# Ole Wittmann

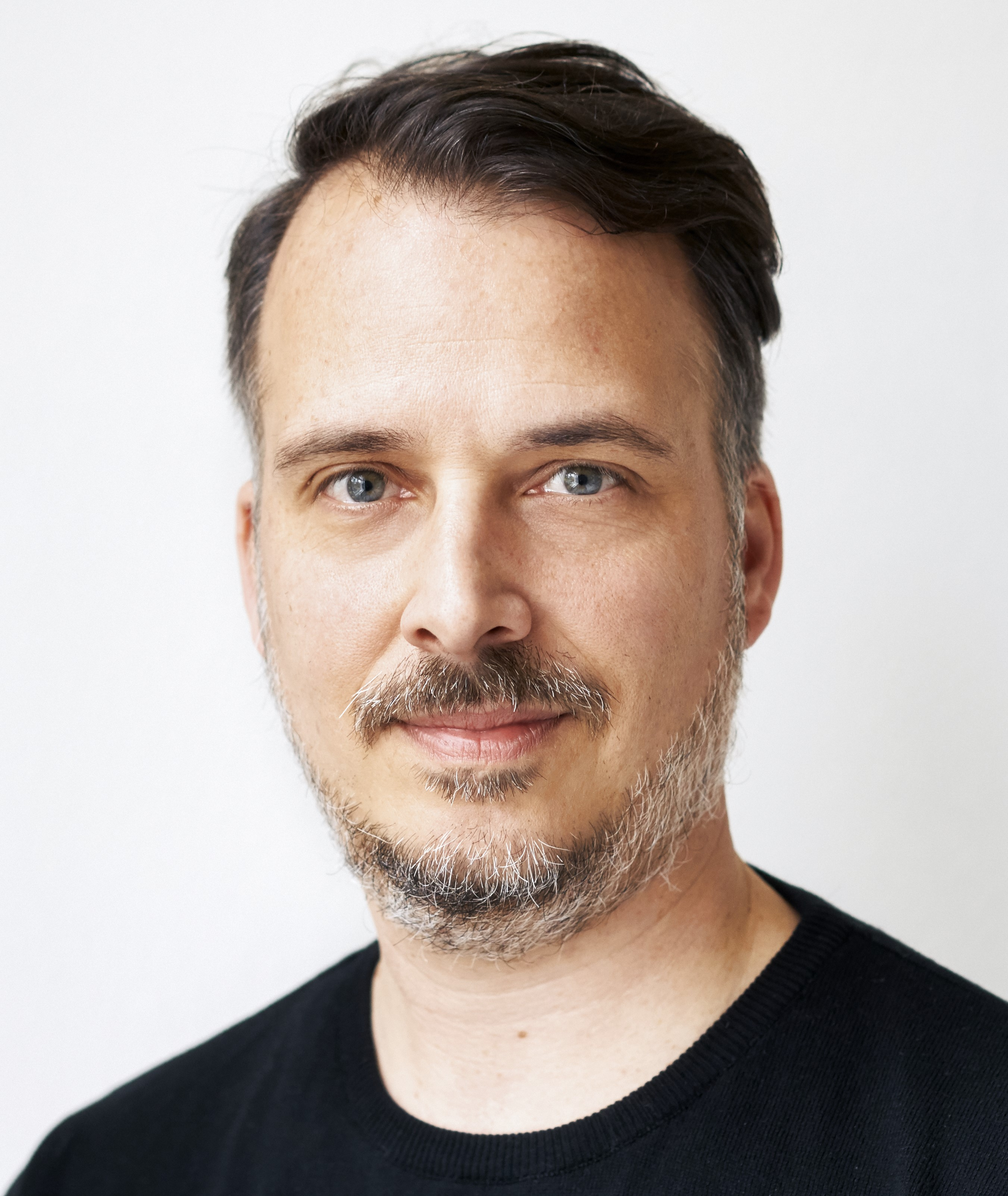
Ole Wittmann

Ole Wittmann (* 31. August 1977 in Henstedt-Ulzburg) ist ein deutscher Kunsthistoriker. Mit seinen Forschungen zur Tätowierung hebt er „erstmals umfassend das Tattoo in den Fokus kunstwissenschaftlicher Betrachtung.“

## Leben
Nach dem Abitur absolvierte Wittmann eine Ausbildung zum Kommunikationswirt und arbeitete als Kundenberater in Werbeagenturen. Ab 2002 studierte er Kunstgeschichte, Kulturanthropologie und Soziologie in Hamburg. 2015 promovierte er über den menschlichen Körper als Bildträger für Tätowierungen. Seine Dissertation Tattoos in der Kunst wurde 2017 publiziert.

„Wittmann hebt mit seiner Arbeit erstmals umfassend das Tattoo in den Fokus kunstwissenschaftlicher Betrachtung.... Insbesondere dass er dabei über die bisher vorherrschende Betrachtung von Kunstaktionen rund um das Tattoo hinausgeht, macht seine Arbeit zu einem Gewinn für die Forschung.“

Zwischen 2009 und 2016 war er als wissenschaftlicher Mitarbeiter bei der Arno Schmidt Stiftung tätig, am Museum für Kunst und Gewerbe Hamburg begleitete er die Sonderausstellung Tattoo. Ferner arbeitete er als Lehrbeauftragter an der Universität Hamburg.
Wittmann war der Kurator der Sonderausstellung Tattoo-Legenden. Christian Warlich auf St. Pauli, die vom 27. November 2019 bis zum 25. Mai 2020 im Museum für Hamburgische Geschichte gezeigt wurde. Aufgrund der COVID-19-Pandemie musste die Ausstellung am 13. März 2020 unvermittelt geschlossen werden. Wittmann und das Institut für Deutsche Tattoo-Geschichte erstellten einen digitalen Rundgang mit dem Ergebnis, dass die Ausstellung am 20. März „international die einzige aktuelle Sonderausstellung war, die online zu besuchen war - eine schon totgesagte Ausstellung wurde reanimiert und es gab eine aktive Teilhabe einer Community am Thema Tattoo-Geschichte“. Das Projekt wurde am 29. Oktober 2020 mit dem Annual Multimedia Award in Gold für den virtuellen Rundgang Tattoo-Legenden in der Kategorie „Events im Internet“ ausgezeichnet. Ein Jahr nach Eröffnung der analogen Ausstellung im MHG folgte ab November 2020 die Fortsetzung der digitalen Variante: in der Schau Christian Warlich. Digital Exhibit Pt II stehen einzelne Objekte im Fokus.

### Warlich Rum
Warlich war nicht nur einer der einflussreichsten Tätowierer des 20. Jahrhunderts, sondern auch Hamburger Gastwirt. In der Clemens-Schultz-Straße 44 auf St. Pauli betrieb er eine Grog-Kneipe, in der er ebenso seiner Tätigkeit als Tätowierer nachging. Entsprechend wurden die Themen Gastronomie und Rum in der Ausstellung aufgegriffen. Wittmann kam auf die Idee auf, einen exklusiven Warlich Rum zur Ausstellung zu entwickeln – für den Ausschank bei der Eröffnung und darüber hinaus für den Verkauf im Museumsshop. Die ausstellungsspezifische Diversifikation ermöglichte eine Erhöhung der Wahrnehmung des Themas, auch außerhalb des Museums. Seit 2020 schmückt ein Dreimaster das Label von Warlich Rum. Im Frühjahr 2021 wurde die Produktpalette von Warlich Rum um Eierlikör erweitert und Wittmann baute den Verkauf von Warlich Rum aus, zu diesem Zweck wurde im
selben Jahr eine Kapitalgesellschaft gegründet, die ihre Geschäfte am 1. Januar 2022 aufnahm.

„Wittmann hatte während seines Forschungsprojekts zum Nachlass des Tätowierers die Idee, einen Warlich Rum mit Motiven des Tätowierers auf den Flaschen zu produzieren. Hergestellt werden Rum und Eierlikör in Hamburgs ältester Spirituosenmanufaktur Heinrich von Have. Verkauft und ausgeschenkt wird der Warlich Rum u.a. im Toom Peerstall auf St. Pauli, der ehemaligen Schankwirtschaft von Christian Warlich, in der die neuen Besitzer sein Andenken pflegen.“

## Forschung

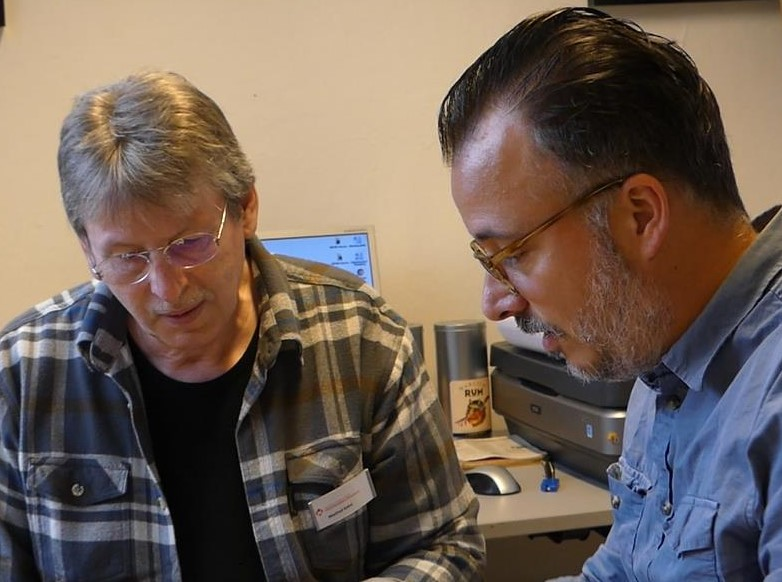
Ole Wittmann (rechts) & Manfred Kohrs im Museum für Hamburgische Geschichte 2019

Von 2015 bis 2020 war Wittmann Postdoc-Stipendiat der Hamburger Stiftung zur Förderung von Wissenschaft und Kultur. In Kooperation mit dem Museum für Hamburgische Geschichte leitet er ein Forschungsprojekt zum Nachlass des Tätowierers Christian Warlich. Im Jahr 2017 veröffentlichte und verlegte Wittmann in Zusammenarbeit mit der Hochschule für Grafik und Buchkunst Leipzig die erste Publikation des Projektes Nachlass Warlich: Eine vielfach ausgezeichnete Herausgabe des Tattoo-Vorlagealbums Buch No. 3 von Warlichs Mitbewerber Karl Finke.
Seit 2018 ist Wittmann Forschungsleiter und Vorstandsmitglied des Instituts für deutsche Tattoo-Geschichte e. V. (IDTG). Eines der laufenden Forschungsprojekte, das Wittmann zusammen mit Manfred Kohrs durchführt, setzt sich mit dem Tätowierer und Piercer Horst Streckenbach auseinander.

## Werke und Publikationen (Auswahl)
- Christian Warlich: Tattoo Flash Book. Vorlagealbum des Königs der Tätowierer/Original Designs by the King of Tattooists, München: Prestel 2019, ISBN 978-3-7913-5896-3 (Buchhandelsausgabe), ISBN 978-3-00-062733-0 (Collector’s Edition).
- Tattoos in der Kunst. Materialität – Motive – Rezeption, Berlin: Reimer 2017, ISBN 978-3-496-01569-7.
- Karl Finke: Buch No. 3. Ein Vorlagealbum des Hamburger Tätowierers/A Flash Book by the Hamburg Tattooist, Henstedt-Ulzburg: Nachlass Warlich 2017, ISBN 978-3-00-056648-6.[14]
  - Contributions in: Friedman, Anna Felicity: The World Atlas of Tattoo, New Haven: Yale University Press 2015, ISBN 0-300-21048-5, S. 182; 185–186; 188.
  - „Hommage an eine Legende. Philipp Ohme tätowiert Motive von Christian Warlich“, in: Tattoo Kulture Magazine 14, Heft 3, Mai/Juni 2016, S. 56–59.
  - „Tattoo-Legenden“, in: Hamburg History Live, Nr. 2, 2016, S. 16–21.
  - „Scham entblößen. Damien Hirsts Tattoo-Arbeit butterfly, divided“, in: Inga Klein/Nadine Mai/Rostislav Tumanov (Ed.): Hüllen und Enthüllungen. (Un-)Sichtbarkeiten aus kulturwissenschaftlicher Perspektive, Berlin: Reimer 2017 (=Schriftenreihe der Isa Lohmann-Siems Stiftung, Vol. 10), ISBN 978-3-496-01574-1, S. 104–126.
  - „Werkalterung und Umrisslinie: Zur Unschärfe von Tattoos“, in: Iris Därmann/Thomas Macho (Ed.): Unter die Haut. Tätowierungen als Logo- und Piktogramme, Paderborn: Wilhelm Fink 2017, ISBN 978-3-7705-5920-6, S. 179–208.
  - Alina Tiews und Ole Wittmann: „‚So was gibt’s!‘ – Tattoos im Nachkriegsfernsehen“, in: Hamburger Flimmern 24, 2017, S. 10–13.
  - „‚von Hamburg bis in alle Seehäfen weltbekannt‘. Über den einst berühmtesten Tätowierer von St. Pauli“, in: Karl Finke: Buch No. 3. Ein Vorlagealbum des Hamburger Tätowierers/A Flash Book by the Hamburg Tattooist, hg. von Ole Wittmann, Henstedt-Ulzburg: Nachlass Warlich 2017, ISBN 978-3-00-056648-6, S. 3–15.
  - „Christian Warlich. Eine Tattoo-Ikone“, in: Christian Warlich: Tattoo Flash Book. Vorlagealbum des Königs der Tätowierer/Original Designs by the King of Tattooists, hg. von Ole Wittmann, München: Prestel 2019, ISBN 978-3-7913-5896-3 (Buchhandelsausgabe), ISBN 978-3-00-062733-0 (Collector’s Edition), S. 75–99.
  - „Finke – Warlich – Hoffmann. Die Tattoo-Metropole Hamburg“. In einer Publikation zu Herbert Hoffmann, Verlag der Buchhandlung Walther König 2019.
  - „Shame Laid Bare. Damien Hirst’s Tattoo Work butterfly, divided“, in: Tattoo Histories: Transcultural Perspectives on the Narratives, Practices, and Representations of Tattooing, hg. von Sinah Kloß, Rutledge 2019, ISBN 978-0-367-33325-6.

## Auszeichnungen
- 2020 Annual Multimedia Award Gold für den virtuellen Rundgang Tattoo-Legenden in der Kategorie „Events im Internet“[15]

- Für die von Wittmann verlegte und herausgegebene Publikation Karl Finke: Buch No. 3
  - 2019 German Design Award
  - 2018 Prämierung mit einem Bronze-Nagel, Design-Disziplin „Buch“ Art Directors Club.
  - 2018 Longlist Hamburg Lesen. Buchpreis der Staats- und Universitätsbibliothek Hamburg
  - 2018 Birkner-Preis

## Medienresonanz (Auswahl)
- NDR 1 Welle Nord – Andresen – Der Schleswig-Holstein Talk: Dr. Ole Wittmann – Kunsthistoriker erforscht Tattoos. 14. November 2017 20:00 Uhr.[16]
- NDR Typisch!: Unter die Haut – Der Hamburger Tattoo-Forscher Ole Wittmann von Ralph Alexowitz, Erstausstrahlung 23. März 2017.
- DEUTSCHLANDFUNK KULTUR Kompressor: Kein Weg zurück – Siegeszug der Gesichtstätowierung. Gespräch mit Ole Wittmann. 19. Oktober 2018.
- Die Zeit (Hamburgausgabe) Kilian Trotier: Geschichte mit gravierenden Folgen, Nr. 17, 20. April 2017, S. 1.
- ARD Tagesthemen: Ausstellung zu Tattoo-Legende: Vor 100 Jahren erstes Studio in Hamburg eröffnet. 26. November 2019.
- ZDF-Mittagsmagazin: Christian Warlich: Der „König der Tätowierer“. 27. November 2019, 2 Min.
- ARD Tagesschau: Tattoo-Ausstellung im Museum für Hamburgische Geschichte. 27. November 2019, 12:00 Uhr.
- Timofey Neshitov: „Was sticht man sich in der Pandemie, Herr Wittmann?“ Interview mit Ole Wittmann, in: Der Spiegel 29, 17. Juli 2021, S. 44.
- Michael Setzer: „Nadelstiche der Geschichte“, in: Stuttgarter Zeitung, 7./8. Mai 2022, S. 7. Sowie stuttgarter-zeitung.de (6. Mai 2022).
- MDR um 4: Gäste zum Kaffee. Zu Gast im Studio: Jennifer Jeke, Tätowiererin "Jen Tonic" und Kunsthistoriker Ole Wittmann. MDR 8. August 2023

### Dokumentationen
- Axel Bieber: Nackte Fakten, Tattoos zwischen Kult und Kunst. SPIEGEL Geschichte 1. Dezember 2020.
- Tattoos. Das geht unter die Haut. Xenius (arte) 4. September 2019.
- Oliver Steinkrüger: Tattooing über alles: Nachlass Warlich. Dokumentarfilm 26. Dezember 2018.
- Karin Moser: Tattoos: zwischen Knast und Kunst. NZZ Format 14. September 2017.
- Ralph Alexowitz: Typisch! Unter die Haut – Der Hamburger Tattoo-Forscher Ole Wittmann NDR 23. März 2017.
- Rebecca Leiter (ARD Kultur) und Anika Mellin (MDR): Flaesh – Tattookultur in Deutschland. ARD Kultur und MDR Fernsehen. ardmediathek.de vom 22. Juni 2023.
 (Episode 4: Alles nur geklaut? von 08:52 bis 10:50)

### Podcasts
- Onlineshop-Geflüster: Ole Wittmann von WARLICH RUM. 31. Juli 2022.
- Tattoo Tales: V–OFF THE WALL– Lal Hardy & Dr. Ole Wittmann. 8. März 2022.
- Zuerst war die Haut: Frank Krabbenhöft. 27. September 2020.